# Sabicea domingensis
Sabicea domingensis là một loài thực vật có hoa trong họ Thiến thảo. Loài này được Urb. & Ekman miêu tả khoa học đầu tiên năm 1932.